# Jakobs församling
Jakobs församling var en församling i Stockholms stift och i Stockholms kommun. Församlingen uppgick 1989 i Stockholms domkyrkoförsamling.

## Administrativ historik
Församlingen bildades 1 maj 1907 genom en delning av Jakob och Johannes församling, då Johannes församling bildades.
1 januari 1971 överfördes från Jakobs församling till Klara församling ett område med 57 invånare som omfattade en areal av 0,04 km², varav allt land.
Församlingen utgjorde ett eget pastorat. Församlingen slogs 1 januari 1989 ihop med Storkyrkoförsamlingen och Klara församling för att bilda Stockholms domkyrkoförsamling.

## Areal
Jakobs församling omfattade den 1 januari 1976 en areal av 1,1 kvadratkilometer, varav 0,6 kvadratkilometer land.

## Kyrkoherdar
| Ämbetstid | Namn               | Levnadstid | Övrigt |
| --------- | ------------------ | ---------- | ------ |
| 1908–1922 | Fredrik Hammarsten | 1846–1922  |        |
| 1923–1939 | Eskil Andræ        | 1877–1939  |        |
| 1941–1949 | Artur Jonsson      | 1878–1959  |        |
| 1950-1963 | Evert Palmer       | 1897-1978  |        |
| 1964-1976 | Karl Erik Fridblom | 1907-2000  |        |
| 1976-1987 | Per-Arne Dahlin    | 1920-2008  |        |
| 1988-1989 | Adolf Warkki       |            |        |

### Förste komministrar
| Ämbetstid | Namn                            | Levnadstid | Övrigt                                      |
| --------- | ------------------------------- | ---------- | ------------------------------------------- |
| 1907      | Wilhelm Edvard Frithiof Westman |            | Senare kyrkoherde i Engelbrekts församling. |
| 1908–1930 | Paul Josef Rosenius             | 1853–1930  |                                             |
| 1932–1940 | Artur Jonsson                   | 1878–1959  | Senare kyrkoherde i församlingen.           |

### Andre komministrar
| Ämbetstid | Namn                | Levnadstid | Övrigt |
| --------- | ------------------- | ---------- | ------ |
| 1907–1908 | Carl Anders Leopold | 1827–1908  |        |

## Befolkningsutveckling
| Befolkningsutvecklingen i Jakobs församling 1910–1985 | Befolkningsutvecklingen i Jakobs församling 1910–1985 | Befolkningsutvecklingen i Jakobs församling 1910–1985 | Befolkningsutvecklingen i Jakobs församling 1910–1985 | Befolkningsutvecklingen i Jakobs församling 1910–1985 |
| --- | ----------------------------------------------------- | ----------------------------------------------------- | ----------------------------------------------------- | ----------------------------------------------------- |
| |                                                       |                                                       |                                                       |                                                       |
| År |                                                       |                                                       | Folkmängd                                             |                                                       |
| 1910 | 1910                                                  |                                                       | 8 670                                                 |                                                       |
| 1920 | 1920                                                  |                                                       | 7 906                                                 |                                                       |
| 1930 | 1930                                                  |                                                       | 6 618                                                 |                                                       |
| 1935 | 1935                                                  |                                                       | 7 142                                                 |                                                       |
| 1940 | 1940                                                  |                                                       | 4 801                                                 |                                                       |
| 1945 | 1945                                                  |                                                       | 4 379                                                 |                                                       |
| 1950 | 1950                                                  |                                                       | 3 657                                                 |                                                       |
| 1955 | 1955                                                  |                                                       | 3 933                                                 |                                                       |
| 1960 | 1960                                                  |                                                       | 2 965                                                 |                                                       |
| 1965 | 1965                                                  |                                                       | 2 201                                                 |                                                       |
| 1970 | 1970                                                  |                                                       | 886                                                   |                                                       |
| 1975 | 1975                                                  |                                                       | 449                                                   |                                                       |
| 1980 | 1980                                                  |                                                       | 351                                                   |                                                       |
| 1985 | 1985                                                  |                                                       | 208                                                   |                                                       |
| Anm: För åren 1910-1945: befolkning enligt folkräkning 31 december enligt den administrativa indelningen den 1 januari följande år. 1950 avser befolkning enligt folkräkning den 31 december enligt den administrativa indelningen den 1 januari 1952. 1960-1970 avser befolkning enligt folkräkning den 1 november enligt den administrativa indelningen den 1 januari följande år. För åren 1955 samt 1975-1985: befolkning 31 december enligt den administrativa indelningen den 1 januari följande år. |                                                       |                                                       |                                                       |                                                       |

## Kyrkobyggnader
- Sankt Jakobs kyrka

## Organister
Lista över organister.
| Ämbetstid | Namn             | Levnadstid | Övrigt    |
| --------- | ---------------- | ---------- | --------- |
| 1907-1926 | Albert Lindström |            | Organist  |
| 1928-1971 | Waldemar Åhlén   | 1894-1982  | Organist. |
| 1971–2002 | Anders Bondeman  | 1937–      | Organist  |
|           |                  |            |           |